# 27.ª Bienal Internacional de Arte de São Paulo
A 27ª Bienal Internacional de Arte de São Paulo foi realizada entre os dias 7 de outubro a 17 de dezembro de 2006 no Pavilhão Ciccillo Matarazzo do Parque do Ibirapuera. Com o tema "Como Viver Junto", a mostra teve obras de conteúdo fortemente político e recebeu um público de 535 mil pessoas em 64 dias.

## Curadoria
Lisette Lagnado

## Artistas participantes
- Adel Abdessemed
- Atelier Bow-Wow
- Claudia Andujar
- Jane Alexander
- Juan Araújo
- Lara Almarcegui
- Lida Abdul
- Narda Alvarado
- Thomas Hirschhorn
- Vladimir Arkhipov